# トレビゾンダ・ヴァッラ
トレビゾンダ・ヴァッラ（Trebisonda Valla、またはOndina Valla、1916年5月20日 - 2006年10月16日)は、イタリアボローニャ出身の陸上競技選手。1936年ベルリンオリンピックの80mハードルにおいて金メダルを獲得し、イタリア女性として初のオリンピック金メダリストとなった。

## 経歴
ヴァッラは、イタリア北部のボローニャ出身、5人兄弟の末っ子として育つ。子供のころから運動神経に優れており、13歳の時にはすでにイタリアのトップ選手として活躍していた。翌年にはイタリア代表選手に選ばれるまでに成長する。
ヴァッラは、短距離、ハードル、跳躍とあらゆる競技で好成績を収めることができた万能選手であった。すぐに国民から高い支持を受け、当時のファシスト政権からは、健康的で強いイタリアの若者の象徴として持ち上げられた。
1936年のベルリンオリンピックで彼女は大活躍を見せる。80mハードルに出場し、準決勝で11.6秒の世界新記録を樹立し決勝進出を決める。翌日の決勝では激戦で1位から4位までが11.7秒の同タイムという争いとなる。しかし、ヴァッラは他の選手たちを抑えて金メダルを獲得。
オリンピックの後、背中を傷めた彼女は競技に出場回数が減少したが、1940年代初めまで競技を続けた。